# Czarny Krab
Czarny Krab (szw. Svart Krabba) to pierwsza powieść (2002) autorstwa szwedzkiego pisarza Jerkera Virdborga, który debiutował rok wcześniej zbiorem nowel pt. Landhöjning två centimeter per natt.
"Czarny Krab" został przetłumaczony na kilka języków w tym na polski (przez Beatę Walczak-Larsson), litewski i niderlandzki. Otrzymał nagrodę literacką gazety "Vi", został także nominowany do literackiej nagrody Szwedzkiego Radia w 2003.

## Treść
Akcja książki toczy się w trakcie wojny w skandynawskim fikcyjnym kraju. Karl Edh, główny bohater powieści, przybywa do bazy w Tessenøy, by wziąć udział w ważnej misji opatrzonej kryptonimem "Czarny Krab". Czterej żołnierze, którzy mają dostarczyć przesyłkę, przemierzają ciemną i wielką przestrzeń, nie wiedząc co robią ani dlaczego wyznaczono im takie zadanie.

## Krytyka
Opinie krytyków okazały się pozytywne dla książki. Eva Johansson napisała w Svenska Dagbladet (19 sierpnia 2002), że "Czarny Krab jest zaskakująco wolny od trendów i mód panujących w literaturze współczesnej".